# 粘土帯土器文化

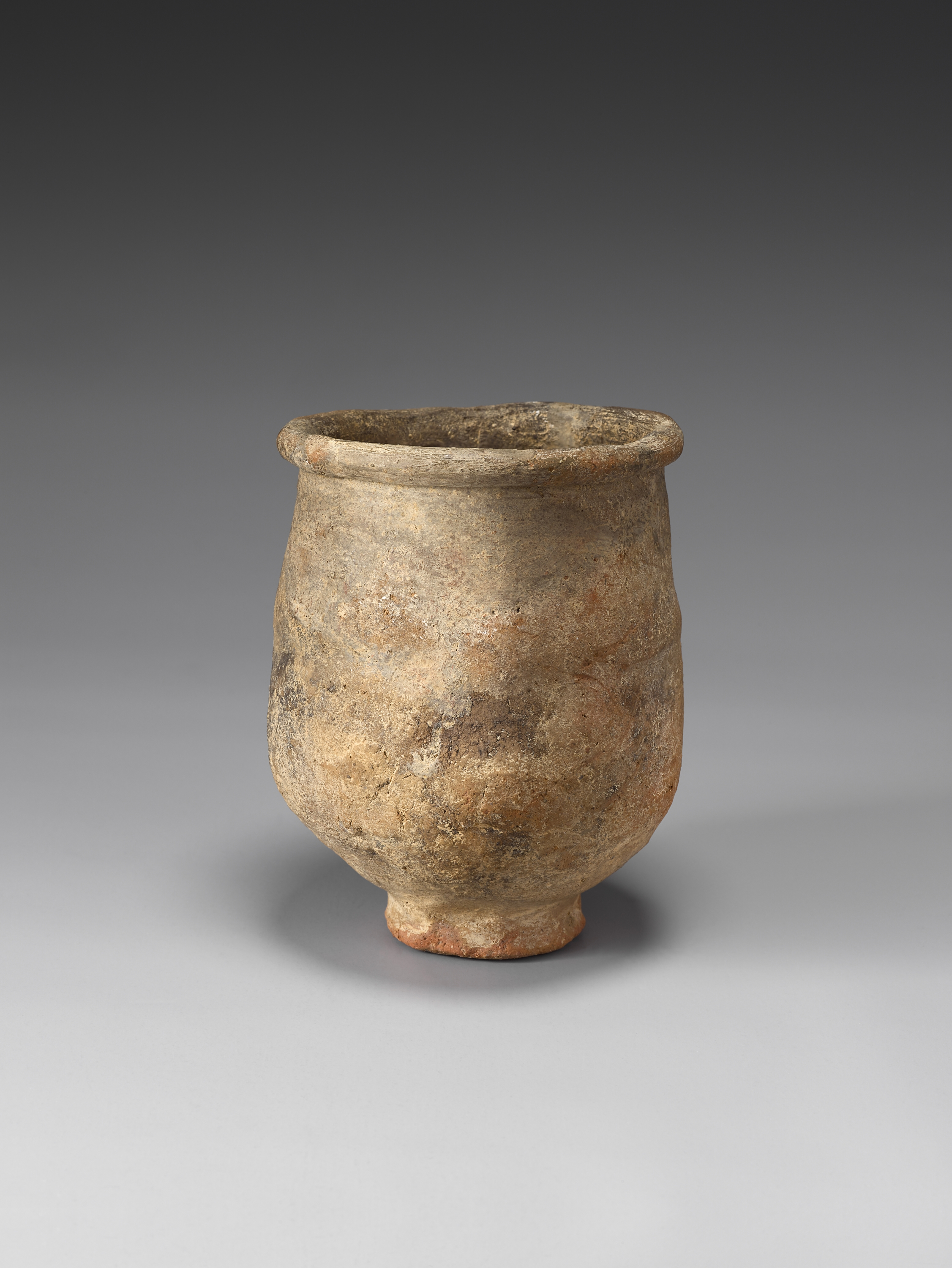
粘土帯土器。
文化體育觀光部 國立中央博物館(韓国)

粘土帯土器文化または上帯土器文化は中国の遼寧省、韓国の青銅器時代後期から韓国の鉄器時代初期、日本列島で発見される種類の土器製作を主体とする文化である。 粘土で帯を作って入口に付けたため、このような名前が付けられた。

## 概要
粘土帯の断面によって、円形粘土帯土器と三角形粘土帯土器に分けられる。円形粘土帯土器は紀元前6世紀から紀元前2世紀まで、三角形粘土帯土器は紀元前2世紀から紀元前後まで使われたものと見られる。 主に出土する漢江と錦江流域と朝鮮半島中部以南地域で、初期鉄器時代の代表的な遺物である。
李(2014)によると、朝鮮半島では主に円形粘土帯土器段階には青銅器が、三角形粘土帯土器段階には鉄器が副葬されている。日本列島で新しい段階の円形粘土帯土器が急増する時期は、弥生時代前期末である。円形粘土帯土器人は外から朝鮮半島へはいってきた人々であった。彼らは在地の松菊里文化を終息させ、初期鉄器時代を担う主体的な人々となるが、日本列島に渡った人々は弥生社会に同化・吸収されていった。
宮本一夫や中村大介によると、粘土帯土器文化は元々は遼寧省の涼泉文化など、夏家店上層文化が消滅した後でその系譜を引きつつ成立した文化であり、朝鮮半島から日本列島に伝播した。朝鮮半島ではそれまでの無文土器とは系譜的につながりをもたず、前2世紀になると後に新羅が成立する朝鮮半島東南部で勢力を持つようになることから、この文化の担い手は古朝鮮語話者であったとしている。